# Анка Мрак-Таріташ
Анка Мрак-Таріташ (хорв. Anka Mrak Taritaš; нар. 24 листопада 1959, Беловар) — хорватський архітектор, політик, депутат парламенту Хорватії від ІІ виборчого округу після дострокових парламентських виборів 2016 р. та депутат Загребської міської ради з 2017 р. Голова Громадянсько-ліберального союзу з 2017 р. Міністр будівництва і територіального планування Хорватії у лівоцентристському уряді Зорана Мілановича у 2012—2016 рр. Найбільшим її успіхом на посаді міністра стало прийняття Закону про легалізацію незаконно споруджених будівель, яке допомогло узаконити 100 000 будівель, зведених без будь-яких дозволів на будівництво або поза рамками виданих будівельних дозволів. Часто визнається найкращим міністром того уряду.

## Життєпис
Початкову і середню школу закінчила в рідному місті. 1983 року стала випускницею архітектурного факультету Загребського університету. У 2002 році навчалася на курсах з питань будівельних дозволів та законодавчих рамок у Фінляндії та Німеччині. 2006 року пройшла курс навчання для викладачів з питань стратегічної оцінки впливу на довкілля. У 2008 році захистила кандидатську дисертацію на тему: «Аналіз кількісного визначення показників планування туристичних зон у межах охоронної прибережної зони».
Здобувши диплом архітектора, протягом року працювала над створенням великих проектів Загребської університетської лікарні та пристані яхт на Адріатиці. З 15 серпня 1984 року по 15 грудня 1992 року працювала в комітеті планування та будівництва загребського району Трнє на різних посадах у сфері планування та будівництва, включаючи видання дозволів на будівництво та дозволів на введення в експлуатацію, а також технічний огляд. 16 грудня 1992 року стала начальником відділу координації національного, регіонального та місцевого планування в Департаменті територіального планування Міністерства охорони довкілля, територіального планування та будівництва. Була також консультантом із питань просторового планування.
У 2003—2005 роках, за міського голови Мілана Бандича, перебувала на керівній посаді в Інституті містобудування міста Загреба. З 12 липня 2005 по 13 жовтня 2005 року очолювала Інститут планування, розвитку та охорони довкілля Загреба. 13 жовтня 2005 року стала начальником відділу територіального планування Міністерства будівництва та територіального планування. Також брала участь у роботі комітетів з оцінки досліджень впливу на довкілля, бувши на посаді заступника голови відповідної комісії, та в робочій групі з підготовки перемовин про поправки до двосторонніх міжнародних договорів, які Хорватія уклала з Боснією і Герцеговиною, Чорногорією та Сербією. Після того, як коаліція «Кукуріку» виграла парламентські вибори 2011 року, була призначена заступником міністра будівництва та територіального планування при міністрі Івані Врдоляку. Після відставки міністра економіки Радимира Чачича і призначення на його місце Врдоляка Мрак-Таріташ зайняла посаду міністра будівництва і територіального планування.
Із 2012 по червень 2017 року була членом Хорватської народної партії — ліберал-демократи (ХНП-ЛД). Потім, у зв'язку із входженням її партії в коаліцію з консервативним Хорватським демократичним союзом, вона разом із трьома іншими парламентарями-однопартійцями покинула лави ХНП-ЛД та невдовзі після цього спільно з ними заснувала нову партію під назвою «Громадянсько-ліберальний союз», яку і очолила.
На парламентських виборах 2015 здобула місце в хорватському парламенті. На наступних позачергових виборах через рік знову виборола мандат депутата. Входить до фракції Громадянсько-ліберального союзу та Хорватської партії пенсіонерів.
У 2017 році на місцевих виборах ХНП-ЛД і СДПХ висунули її кандидатом на міського голову Загреба, де вона посіла друге місце, програвши у другому турі чинному меру Мілану Бандичу.
Одружена, мати двох дітей. Захоплюється лижним і вітрильним спортом та куховарством.